# HD 133131
HD 133131, também conhecido como HIP 73674, é um sistema estelar binário localizado a uma distância de aproximadamente 163 anos-luz da Terra. Esse sistema foi descoberto em 1972, na Universidade do Chile, pelos astrônomos Jurgen Stock e Herbert Wroblewski. Tem uma idade estimada de 9.5 bilhões de anos e é formado por duas estrelas gêmeas, ou seja, de mesmo tipo espectral, e que são também do mesmo tipo espectral que o Sol, G2V. Essas duas estrelas estão separadas por uma distância de 360 UA.

## Sistema planetário
Tudo isso faz desse sistema, primeiro, o formado por estrelas mais próximas onde foram descobertos exoplanetas, e além disso, ambas as estrelas do sistema possuem planetas.
A primeira estrela HD133131A tem uma massa de 0,95 MSol, uma magnitude aparente de 8,4 e uma temperatura efetiva de 5799.0 (± 19.0) K. Possui dois planetas: HD133131Ab tem uma massa de 1,43 vezes a massa de Júpiter, orbita a sua estrela numa distância de 1,44 UA e tem uma excentricidade de 0,32. HD133131Ac tem uma massa de 0,48 vezes a massa de Júpiter, orbita a sua estrela numa distância de 4,79 UA e tem uma excentricidade de 0,47, ambas detectadas pela velocidade radial.
A segunda estrela HD133131B tem uma massa de 0,93 MSol, uma magnitude aparente de 8,42 e uma temperatura efetiva de 5805.0 (± 15.0) K. Possui um planeta: HD133131Bb tem uma massa de 2,5 vezes a massa de Júpiter, orbita a sua estrela numa distância de 6,4 UA e tem uma excentricidade de 0,62. também foi detectado por velocidade radial.
Todos os 3 planetas são gigantes. Mas esse sistema possui mais características peculiares. As estrelas desse sistema são classificadas como sendo pobres em metal, ou seja, são formadas principalmente por hidrogênio e hélio, isso é incomum em estrelas que abrigam planetas gigantes, já que a maioria é rica em metal e somente 6 sistemas binários pobres em metal foram encontrados com exoplanetas, o que deixa a descoberta mais intrigante.
Já não bastasse tudo isso, ao estudar o sistema em detalhe, os astrônomos descobriram que as estrelas na verdade, possuem uma pequena diferença química na sua composição, o que deixaria de fazer com que elas fossem gêmeas idênticas, e passassem então a serem classificadas somente como gêmeas. Essa diferenciação pode indicar que uma estrela pode ter engolido planetas menores ainda em formação e isso alterou sua composição química, levemente. Essa descoberta marcou também a primeira descoberta feita somente com dados obtidos pelo instrumento Planet Finder Spectrograph, que fica acoplado ao Telescópio Magellan II de 6.5 metros no Observatório de Las Campanas no Chile.
Descobrir um sistema tão único assim é de suma importância para se entender a formação de planetas especialmente em sistemas binários. Ajudar a montar o quebra cabeça de como o Sistema Solar se formou e de alguma forma ajudar os astrônomos a compreender onde planetas possivelmente habitáveis poderiam ser encontrados.